# Démographie du Grand Est
La démographie du Grand Est est caractérisée par une densité moyenne et une population âgée qui est stable depuis la création de la région.
Avec ses 5 560 079 habitants en 2022, la région française du Grand Est se situe 6e position sur le plan national.
En six ans, de 2015 à 2021, sa population s'est accrue de près de 92 600 unités, c'est-à-dire de plus ou moins 15 400 personnes par an. Mais cette variation est différenciée selon les dix départements que comporte la région.
La densité de population du Grand Est, 96,8 habitants par kilomètre carré en 2022, est inférieure à celle de la France entière qui est de 107,1 hab./km2 pour la même année.

## Évolution démographique de la région Grand Est
| 1968      | 1975      | 1982      | 1990      | 1999      | 2010      | 2015      | 2021      |
| --------- | --------- | --------- | --------- | --------- | --------- | --------- | --------- |
| 4 966 173 | 5 185 039 | 5 231 931 | 5 278 005 | 5 386 939 | 5 532 580 | 5 559 051 | 5 561 287 |

## Population par divisions administratives

### Départements
La région Grand Est comporte dix départements.
| Départements       | Population(2022) | Variation(2022/2016)                       | Superficie(km2) | Densité(hab./km2) |
| ------------------ | ---------------- | ------------------------------------------ | --------------- | ----------------- |
| Bas-Rhin           | 1 156 963        | en évolution de +3,17 % par rapport à 2016 | 4 755           | 243,3             |
| Moselle            | 1 050 721        | en évolution de +0,52 % par rapport à 2016 | 6 216           | 169               |
| Haut-Rhin          | 767 800          | en évolution de +0,66 % par rapport à 2016 | 3 525           | 217,8             |
| Meurthe-et-Moselle | 732 898          | en évolution de −0,13 % par rapport à 2016 | 5 246           | 139,7             |
| Marne              | 564 107          | en évolution de −1,19 % par rapport à 2016 | 8 169,1         | 69,1              |
| Vosges             | 358 700          | en évolution de −2,96 % par rapport à 2016 | 5 874           | 61,1              |
| Aube               | 311 076          | en évolution de +0,7 % par rapport à 2016  | 6 004           | 51,8              |
| Ardennes           | 267 204          | en évolution de −2,97 % par rapport à 2016 | 5 229           | 51,1              |
| Meuse              | 180 745          | en évolution de −4,4 % par rapport à 2016  | 6 211           | 29,1              |
| Haute-Marne        | 169 865          | en évolution de −4,62 % par rapport à 2016 | 6 211           | 27,3              |
| Grand Est          | 5 560 079        | en évolution de +0,09 % par rapport à 2016 | 57 433,4        | 96,8              |
| Source : Insee.    |                  |                                            |                 |                   |

## Une région métropolisée

La métropolisation du Grand Est autour de grandes aires urbaines dont la dynamique est pilotée par diverses formes d'établissements publics de coopération intercommunale.

Les agglomérations de Metz, Mulhouse, Nancy, Reims et Strasbourg dépassent toutes les 200 000 habitants structurent le territoire et sont situées au centre de vastes aires d'attraction dépassant les 350 000 habitants. Reims, située à l'extrême-ouest fait partie du bassin parisien. Les quatre autres, villes de l'Europe rhénane situées de part et d'autre du massif des Vosges, font partie de la mégalopole européenne.
Population des métropoles du Grand Est par unités urbaines (France, 2018) :
- Strasbourg (31,39 %)
- Metz (14,30 %)
- Nancy (18,95 %)
- Mulhouse (16,37 %)
- Reims (18,99 %)

| Ville intra-muros | Unité urbaine(2020) | Aire d'attraction(2019) |
| ----------------- | ------------------- | ----------------------- |
| Strasbourg        | 484 217 hab.        | 853 110 hab.            |
| Metz              | 290 554 hab.        | 370 889 hab.            |
| Nancy             | 285 660 hab.        | 510 306 hab.            |
| Mulhouse          | 246 565 hab.        | 410 254 hab.            |
| Reims             | 215 160 hab.        | 354 855 hab.            |
| Source : Insee    |                     |                         |

Sur le plan strictement administratif, voici la liste des communes de plus de 20 000 habitants avec leur population 2022 :
- Strasbourg (67) : 291 709 hab.
- Reims (51) : 178 478 hab.
- Metz (57) : 121 695 hab.
- Mulhouse (68) : 104 924 hab.
- Nancy (54) : 104 387 hab.
- Colmar (68) : 67 360 hab.
- Troyes (10) : 62 443 hab.
- Charleville-Mézières (08) : 45 634 hab.
- Châlons-en-Champagne (51) : 43 218 hab.
- Thionville (57) : 42 778 hab.
- Haguenau (67) : 36 070 hab.
- Schiltigheim (67) : 34 382 hab.
- Épinal (88) : 32 296 hab.
- Vandœuvre-lès-Nancy (54) : 29 697 hab.
- Illkirch-Graffenstaden (67) : 27 339 hab.
- Saint-Dizier (52) : 22 811 hab.
- Épernay (51) : 22 022 hab.
- Chaumont (52) : 21 418 hab.
- Montigny-lès-Metz (57) : 21 869 hab.
- Forbach (57) : 21 111 hab.
- Sarreguemines (57) : 20 324 hab.
- Saint-Dié-des-Vosges (88) : 19 324 hab.

## Structures des variations de population

### Soldes naturels et migratoires depuis 1968
La variation moyenne annuelle est décroissante depuis les années 1970, passant de 0,6 à 0 %.
Le solde naturel annuel qui est la différence entre le nombre de naissances et le nombre de décès enregistrés au cours d'une même année, a baissé, passant de 0,7 à 0 %. La baisse du taux de natalité, qui passe de 17,7 à 10,2 ‰, n'est en fait pas compensée par une baisse du taux de mortalité, qui parallèlement passe de 10,5 à 9,7 ‰.
Le flux migratoire est négatif sur la période de 1968 à 2021, traduisant une perte d'attractivité de la région. Il passe de −0,1 à 0 %. 
| Indicateurs démographiques                       | 1968 à1975 | 1975 à1982 | 1982 à1990 | 1990 à1999 | 1999 à2010 | 2010 à2015 | 2015 à2021 |
| ------------------------------------------------ | ---------- | ---------- | ---------- | ---------- | ---------- | ---------- | ---------- |
| Variation annuelle moyenne de la population en % | 0,6        | 0,1        | 0,1        | 0,2        | 0,2        | 0,1        | 0,0        |
| - due au solde naturel en %                      | 0,7        | 0,5        | 0,5        | 0,4        | 0,3        | 0,3        | 0,0        |
| - due au solde apparent des entrées sorties en % | -0,1       | -0,3       | -0,4       | -0,1       | -0,1       | -0,2       | -0,0       |
| Taux de natalité en ‰                            | 17,7       | 14,7       | 14,3       | 12,7       | 12,1       | 11,4       | 10,2       |
| Taux de mortalité en ‰                           | 10,5       | 10,0       | 9,5        | 8,9        | 8,7        | 8,8        | 9,7        |
| Source : Insee.                                  |            |            |            |            |            |            |            |

### Mouvements naturels sur la période 2014-2022
En 2014, 62 328 naissances ont été dénombrées contre 48 965 décès. Le nombre annuel des naissances a diminué depuis cette date, passant à 51 414 en 2022, indépendamment à une augmentation, mais relativement faible, du nombre de décès, avec 58 518 en 2022. Le solde naturel est ainsi négatif et diminue, passant de 13 363 à −7 104.

## Une répartition inégale de la population

Densité de population.

La population est essentiellement concentrée à l'est. La région est à cheval entre le bassin parisien à l'ouest et l'Europe rhénane à l'est, ces deux zones étant séparées par la diagonale du vide ou (diagonale des faibles densités) qui la traverse. Cette dernière, qui traverse la France de la Meuse aux Landes, atteint dans la région ses plus faibles densités de population dans la Meuse (29,1 hab./km2) et en Haute-Marne (27,3 hab./km2). À l'inverse, les départements du Haut-Rhin (217,8 hab./km2) et du Bas-Rhin (243,3 hab./km2), situés en bordure du Rhin, font partie des départements les plus densément peuplés de France. Cette densité de population est encore plus forte en plaine d'Alsace, ces deux départements étant couverts par des massifs montagneux à l'ouest et au sud.
En 2021, la densité était de 96,8 hab./km2.
| 1968 |  | 86.5 |  |

| 1975 |  | 90.3 |  |

| 1982 |  | 91.1 |  |

| 1990 |  | 91.9 |  |

| 1999 |  | 93.8 |  |

| 2010 |  | 96.3 |  |

| 2015 |  | 96.8 |  |

| 2021 |  | 96.8 |  |

## Répartition par sexes et tranches d'âge
La population de la région est plus âgée qu'au niveau national.
En 2021, le taux de personnes d'un âge inférieur à 30 ans s'élève à 34,2 %, soit en dessous de la moyenne nationale (35,1 %). À l'inverse, le taux de personnes d'âge supérieur à 60 ans est de 27,3 % la même année, alors qu'il est de 26,6 % au niveau national.
En 2021, la région comptait 2 712 072 hommes pour 2 849 215 femmes, soit un taux de 51,23 % de femmes, légèrement inférieur au taux national (51,61 %).
Les pyramides des âges de la région et de la France s'établissent comme suit.
| Hommes | Classe d’âge | Femmes |
| ------ | ------------ | ------ |
| 0,6    | 90 ou +      | 1,8    |
| 7      | 75-89 ans    | 9,6    |
| 17,3   | 60-74 ans    | 18,1   |
| 20,5   | 45-59 ans    | 20     |
| 18,6   | 30-44 ans    | 18     |
| 18,3   | 15-29 ans    | 16,6   |
| 17,6   | 0-14 ans     | 16     |

| Hommes | Classe d’âge | Femmes |
| ------ | ------------ | ------ |
| 0,7    | 90 ou +      | 1,9    |
| 7,0    | 75-89 ans    | 9,5    |
| 16,6   | 60-74 ans    | 17,5   |
| 20,0   | 45-59 ans    | 19,5   |
| 18,8   | 30-44 ans    | 18,3   |
| 18,3   | 15-29 ans    | 16,7   |
| 18,6   | 0-14 ans     | 16,7   |

## Répartition par catégories socioprofessionnelles
La catégorie socioprofessionnelle des ouvriers est surreprésentée par rapport au niveau national. Avec 14,3 % en 2021, elle est 2,6 points au-dessus du taux national (11,7 %). La catégorie socioprofessionnelle des cadres et professions intellectuelles supérieures est quant à elle sous-représentée par rapport au niveau national. Avec 7,6 % en 2021, elle est 2,5 points en dessous du taux national (10,1 %).
| Catégorie socioprofessionnelle                    | 2015      | 2015 | 2021      | 2021 | Détails de l'année 2021 | Détails de l'année 2021 | Détails de l'année 2021            | Détails de l'année 2021            | Détails de l'année 2021            |
| Catégorie socioprofessionnelle                    | Nb        | %    | Nb        | %    | Hommes                  | Femmes                  | Part en % de la population âgée de | Part en % de la population âgée de | Part en % de la population âgée de |
| Catégorie socioprofessionnelle                    | Nb        | %    | Nb        | %    | Hommes                  | Femmes                  | 15 à 24 ans                        | 25 à 54 ans                        | 55 ans ou +                        |
| ------------------------------------------------- | --------- | ---- | --------- | ---- | ----------------------- | ----------------------- | ---------------------------------- | ---------------------------------- | ---------------------------------- |
| Agriculteurs exploitants                          | 37 557    | 0,8  | 34 414    | 0,7  | 25 075                  | 9 338                   | 0,1                                | 1,0                                | 0,7                                |
| Artisans, commerçants, chefs d'entreprise         | 131 721   | 2,9  | 139 962   | 3,0  | 97 254                  | 42 707                  | 0,6                                | 4,8                                | 1,9                                |
| Cadres et professions intellectuelles supérieures | 319 998   | 7,0  | 353 806   | 7,6  | 207 010                 | 146 796                 | 1,9                                | 13,1                               | 3,7                                |
| Professions intermédiaires                        | 621 423   | 13,6 | 653 625   | 14,1 | 303 700                 | 349 925                 | 8,7                                | 23,9                               | 5,3                                |
| Employés                                          | 765 415   | 16,7 | 739 330   | 16,0 | 185 306                 | 554 023                 | 15,7                               | 24,5                               | 6,7                                |
| Ouvriers                                          | 707 264   | 15,4 | 662 789   | 14,3 | 526 098                 | 136 690                 | 13,5                               | 22,3                               | 5,9                                |
| Retraités                                         | 1 237 732 | 27,0 | 1 267 435 | 27,4 | 594 715                 | 672 720                 | 0,0                                | 0,2                                | 66,4                               |
| Autres personnes sans activité professionnelle    | 763 814   | 16,7 | 781 400   | 16,9 | 297 167                 | 484 233                 | 59,6                               | 10,2                               | 9,3                                |
| Ensemble                                          | 4 584 924 | 100  | 4 632 760 | 100  | 2 236 326               | 2 396 434               | 100                                | 100                                | 100                                |
| Sources : Insee,.                                 |           |      |           |      |                         |                         |                                    |                                    |                                    |